# Jarilla heterophylla
Jarilla heterophylla är en tvåhjärtbladig växtart som först beskrevs av Vicente Cervantes och Llave, och fick sitt nu gällande namn av Henry Hurd Rusby. Jarilla heterophylla ingår i släktet Jarilla och familjen Caricaceae.

## Underarter
Arten delas in i följande underarter:
- J. h. heterophylla
- J. h. pilosa